# 여진구
여진구(1997년 8월 13일 ~ )는 대한민국의 배우다. 제이풀엔터테인먼트 소속이며, 2005년 영화 《새드무비》로 데뷔하였다.

## 생애
여진구는 1997년 8월 13일 대한민국 서울특별시 관악구 신림동에서 2남 중 첫째로 태어나 초등학교부터 고등학교를 졸업하는 동안 쭉 관악구에서 성장하였다. 어릴 때 그는 의외로 사람들 앞에 잘 나서거나 말을 잘 하는 성격이 아니라 내성적인 성격이었다고 한다. 그러나 배우의 기질은 타고났던 것인지, TV에 나오는 연예인들을 보면서 자기도 TV나 영화에 나오고 싶다는 생각을 하였고 부모님께 그런 생각을 말씀드렸더니 부모님 역시 내성적인 성격도 고쳐질 겸 해보라고 밀어주셨다고 한다. 어릴 때부터 예쁘장해서 주위에서 연예인 시키라는 말을 많이 했다고 한다. 2005년 우연히 보게 된 영화 《새드무비》 오디션에서 150:1의 경쟁률을 뚫고 극중 염정아의 아들 박희찬 역으로 데뷔하게 된다. 어릴 때 내성적이었던 성격은 성장하면서 활발한 성격으로 변했고 어릴 때부터 쭉 한 동네에서 살아와서 동네 친구, 학교 친구들이 많다고 한다. 학교 가는 날엔 친구들과 축구를 즐겨 한다는 목격담이 자주 들린다.
2016년 2월, 여진구는 남강고등학교를 졸업한 이후 중앙대학교 공연영상창작학부에 입학해 (2017년 기준) 재학 중이다.

## 학력
- 서울신성초등학교(졸업)
- 신림중학교(졸업)
- 남강고등학교(졸업)
- 중앙대학교(공연영상창작학부/재학)

## 경력

### 초창기 경력
여진구는 2005년 영화 《새드무비》로 9살때 데뷔했다. 그는 150:1 경쟁률을 뚫고 오디션을 통해 박휘찬 역에 캐스팅 되었다. 어린 나이임에도 그의 뛰어난 연기력은 업계에 소문이 나기 시작했고 그 후로 영화나 드라마의 주인공 아역은 도맡아서 하게 된다. 영화 《잘못된 만남》의 정영배 감독은 아역배우의 오디션을 보던 중에 여진구가 오디션을 보러 오고 있다는 말을 듣고서는 여진구가 온다면 오디션을 진행할 필요가 없다며 보던 오디션을 종료 시켜 버렸다는 일화도 있다. 2006년, 그는 드라마 《사랑하고 싶다》로 첫 브라운관 데뷔를 하였고, 이후 《연개소문》에서 어린 김흠순 역을 연기하며 첫 사극에 출연했다. 2008년은 《일지매》와 《타짜》에 출연하며 SBS 연기대상 아역상을 수상하였다. 같은 해에는 영화 《서양골동양과자점 앤티크》에 출연했다.
2010년은 70-80년대 강남 땅 개발기를 배경으로 한 가족의 파란만장한 삶과 주인공의 성공담을 그린 드라마 《자이언트》에서 가족의 해체, 더부살이, 살인 누명 등의 역경을 딛고 마침내 건설업자로 변신하는 이강모(이범수 분)의 아역으로 출연했다. 여진구는 이 역할에 대해 그가 완전히 한 역할에 몰입해 진지하게 작품을 시작한 것은 이번이 처음이였다고 한다. 2011년, 여진구는 사극 드라마 《무사 백동수》와 《뿌리깊은 나무》에 출연했는데, 이전에 아역으로 출연했던 《타짜》에서 장혁과의 인연으로 《뿌리깊은 나무》에 출연하게 되었다. 그렇게 아역배우로서 꾸준히 활동하던 여진구는 중학교 3학년이던 2012년 1월, 픽션사극 드라마 《해를 품은 달》에서 이훤(김수현 분)의 아역으로 1회~6회(초반)까지 출연하며, 이 작품에서 어린 나이 임에도 극을 이끌어 가는 존재감과 카리스마가 돋보인 연기력과 훈훈한 외모와 좋은 눈빛, 중저음의 목소리로 풋풋한 멜로와 애절한 감정 연기를 통해 많은 여성팬들의 마음을 훔치면서 단순한 아역배우를 넘어선 큰 인기와 주목을 받게 된다. 같은 해에는 멜로 드라마 《보고 싶다》에 출연했다. 그는 MBC 연기대상 아역상을 수상하였다.

### 2013년~ 현재
2013년, 여진구는 첫 영화 주연작인 《화이: 괴물을 삼킨 아이》를 통해 처음으로 누군가의 아역이 아닌 온전한 자신의 배역을 맡아 연기하게 되었다. 이 작품은 데뷔작 《지구를 지켜라》로 평단과 관객으로부터 천재 감독으로 평가받은 장준환 감독의 10년 만의 컴백작으로 김윤석, 조진웅, 김성균, 문성근 등 충무로의 내로라하는 연기파 배우들과 주목받는 10대 배우 여진구의 캐스팅으로 많은 화제와 기대를 모았다. 여진구는 대배우들 사이에서도 존재감을 발휘하며 타이틀롤 주인공인 '화이'의 변화 폭이 깊고 짙은 감정선의 연기와 다이내믹한 액션과 당시 미성년자라 실제로 해보지 못한 운전(트럭과 세단 카체이싱) 연기를 실제처럼 실감 나게 연기했다. 영화가 개봉된 이후 여진구는 평단과 유명 감독들, 언론, 관객들로부터 극찬을 받았으며 충무로에 '괴물 신인이 등장했다'는 찬사를 받으며, 한국영화평론가협회상, 디렉터스 컷 어워드, 청룡영화상 등에서 신인남우상을 수상하는 등 다수의 영화제에서 신인상을 휩쓸며 연기력을 인정받았다. 또한 그는 17세의 나이에 청룡영화상에서 신인남우상을 수상한 최연소 나이의 남자 배우가 되었다. 그는 같은 해, 시트콤 《감자별 2013QR3》에 출연했다.

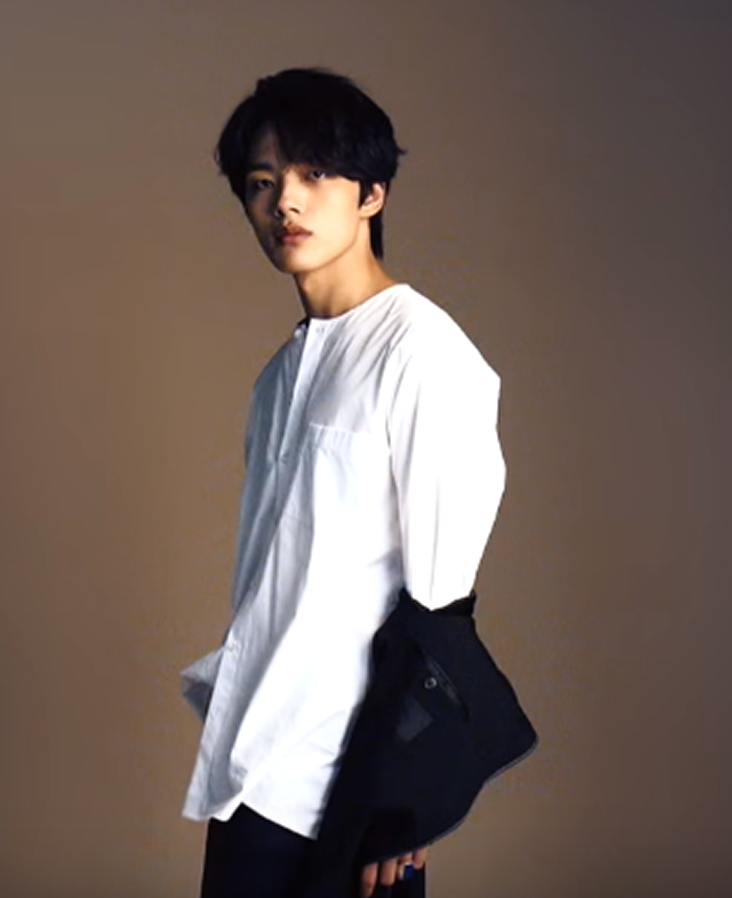
여진구 화보 메이킹 필름 Teaser

2015년, 그는 정유정의 동명의 소설을 기반으로 한 영화 《내 심장을 쏴라》에 출연했다. 또한 그는 동명의 웹툰을 원작으로 한 하이틴 드라마 《오렌지 마말레이드》으로 텔레비전 드라마에서 첫 주연을 맡았다. 이 작품으로 KBS 연기대상 신인상을 수상했다. 같은 해에는 한국 전쟁 영화 《서부전선》에서 베테랑 연기파 배우 설경구와 공연하였다. 2016년, 여진구는 사극 드라마 《대박》에서 연잉군 역을 연기했고, SBS 연기대상 우수연기상을 수상하였다.
2017년은 tvN 드라마 《써클: 이어진 두 세계》에서 김우진 역을 연기했고, 영화 《대립군》이 개봉되었다. 같은 해 그는 드라마 《다시 만난 세계》에서 주민등록상으론 31살이지만, 몸과 마음은 19살인 미스터리 소년인 성해성 역으로 열연했다.
2017년 다작을 하며 출중한 연기력을 보여주었다. 아역에서 벗어난 진정한 자신의 연기를 보여주며 뿌리 깊은 여러 배우들 사이에서도 존재감을 드러내었다.
2019년, tvN 드라마 《왕이 된 남자》에서 광대 하선과 임금 이헌 역, 1인 2역을 연기해 기가 막힌 연기력을 보여주었고, SBS 드라마 절대그이에서 연인용 로봇 영구(제로나인)역을 맡았고, 연이어 tvN 드라마 《호텔 델루나》에서 구찬성 역을 맡으며, 여주인공 장만월(아이유)과의 달달한 케미를 보여주었다.
2021년, JTBC 드라마 《괴물》에서 만양파출소 경위 한주원 역을 맡으며, 또 다른 주인공인 만양파출소 경사 이동식(신하균)와 함께 열연을 펼치고 있다.

## 작품 목록

### 드라마
| 연도 | 방송사        | 제목                       | 역할                | 비고         |
| ---- | ------------- | -------------------------- | ------------------- | ------------ |
| 2004 | KBS2          | 해신                       | 아이                | 단역         |
| 2005 | MBC           | 레인보우 로망스            | 여진구              | 시트콤, 단역 |
| 2006 | MBC           | 레인보우 로망스            | 여진구              | 시트콤, 단역 |
| SBS  | 사랑하고 싶다 | 백민형                     |                     |              |
| SBS  | 연개소문      | 어린 김흠순                |                     |              |
| SBS  | 게임의 여왕   | 어린 이신전                |                     |              |
| SBS  | 게임의 여왕   | 어린 이신전                | 2007                |              |
| MBC  | 히트          | 어린 신일영/백수정         |                     |              |
| 2008 | SBS           | 일지매                     | 어린 이겸           |              |
| 2008 | SBS           | 타짜                       | 어린 김곤/고니      |              |
| 2008 | SBS           | 식객                       | 호태                |              |
| 2009 | SBS           | 사랑은 아무나 하나         | 이푸름찬            |              |
| 2009 | SBS           | 자명고                     | 어린 호동           |              |
| 2009 | SBS           | 태양을 삼켜라              | 어린 김정우         |              |
| 2010 | KBS           | 명가                       | 어린 최국선         |              |
| 2010 | SBS           | 자이언트                   | 어린 이강모         |              |
| 2011 | SBS           | 무사 백동수                | 어린 백동수         |              |
| 2011 | SBS           | 뿌리깊은 나무              | 청소년기 강채윤     | 단 1회 출연  |
| 2012 | MBC           | 해를 품은 달               | 어린 이훤           | 1~6회 출연   |
| 2012 | MBC           | 보고 싶다                  | 어린 한정우         |              |
| 2013 | tvN           | 감자별 2013QR3             | 홍혜성              | 시트콤       |
| 2015 | KBS2          | 오렌지 마말레이드          | 정재민              |              |
| 2016 | SBS           | 대박                       | 연잉군              |              |
| 2017 | tvN           | 써클: 이어진 두 세계       | 김우진              |              |
| 2017 | SBS           | 다시 만난 세계             | 성해성              |              |
| 2019 | tvN           | 왕이 된 남자               | 광대 하선 / 왕 이헌 |              |
| 2019 | SBS           | 절대 그이                  | 영구                |              |
| 2019 | tvN           | 호텔 델루나                | 구찬성              | 주연         |
| 2020 | tvN           | 스타트업                   | 장영실 / 홍지석     | 특별출연     |
| 2021 | JTBC          | 괴물                       | 한주원              | 주연         |
| 2022 | tvN           | 링크:먹고 사랑하라, 죽이게 | 은계훈              | 주연         |

### 영화
| 연도 | 제목                         | 역할                 | 비고        |
| ---- | ---------------------------- | -------------------- | ----------- |
| 2005 | 새드 무비                    | 박휘찬               | 데뷔작      |
| 2006 | 사과                         | 남자 아이            |             |
| 2008 | 잘못된 만남                  | 강다성               |             |
| 2008 | 서양골동양과자점 앤티크      | 어린 김진혁          |             |
| 2008 | 쌍화점                       | 어린 홍림            |             |
| 2012 | 댄스 오브 드래곤             | 어린 권태산          |             |
| 2013 | 스카이 포스 3D(Sky Force 3D) | 에이스 (한국어 더빙) | 애니메이션  |
| 2013 | 화이: 괴물을 삼킨 아이       | 화이                 |             |
| 2014 | 백프로                       | 이병주               | 2011년 촬영 |
| 2014 | 타짜: 신의 손                | 아귀제자             | 특별 출연   |
| 2015 | 내 심장을 쏴라               | 이수명               |             |
| 2015 | 서부전선                     | 김영광               |             |
| 2017 | 대립군                       | 광해                 |             |
| 2017 | 1987                         | 박종철 열사          | 특별출연    |
| 2022 | 동감                         | 김용                 |             |
| 2023 | 노량: 죽음의 바다            | 이면                 | 특별출연    |
| 2024 | 하이재킹                     | 용대                 |             |

### 뮤지컬
| 연도 | 제목          | 역할   | 비고               |
| ---- | ------------- | ------ | ------------------ |
| 2008 | 천사들의 합창 | 이우리 | 어린이 창작 뮤지컬 |

## 연기 외 활동

### 텔레비전 프로그램
| 연도 | 방송사             | 제목                                               | 비고             | 방송날짜                                  |
| ---- | ------------------ | -------------------------------------------------- | ---------------- | ----------------------------------------- |
| 2010 | [학교 IPTV]        | 통일리포터! 통일독일가다                           | 출연 및 내레이션 |                                           |
| 2011 | [학교 IPTV]        | 통일리포터, 동유럽 체제전환 국가를 가다 (헝가리편) | 출연 및 내레이션 |                                           |
| 2012 | KBS                | 개그콘서트 - 〈감수성〉                            | 게스트 출연      | 2012.02.12                                |
| 2012 | QTV                | I'm Real 여진구 in Italy                           | 게스트 출연      | 2012.03.08.~2012.03.22                    |
| 2012 | MBC                | 2012 어린이에게 새 생명을                          | 내레이션         |                                           |
| 2014 | SBS                | 런닝맨                                             | 게스트 출연      | 2014.01.26                                |
| 2014 | MBC                | 동네 한바퀴                                        | 게스트 출연      | 파일럿 프로그램, 2014.08.14               |
| 2014 | MBC                | 미얀마 어린이 돕기 희망의 손을 잡아주세요          | 내레이션         |                                           |
| 2014 | KBS                | 의궤, 8일간의 축제 3D                              | 내레이션         | 극장판                                    |
| 2015 | KBS                | 개그콘서트 - 〈닭치高〉                            | 게스트 출연      | 2015.01.18                                |
| 2015 | KBS                | 해피투게더                                         | 게스트 출연      | 2015.01.22                                |
| 2015 | KBS                | 해양댜큐 샤크                                      | 내레이션         |                                           |
| 2015 | MBC                | 마이 리틀 텔레비전                                 | 게스트 출연      | 김구라 방, 오세득 셰프방 2015.09.19~09.26 |
| 2016 | SBS                | 다큐스페셜 '졸업. 학교를 떠날 수 없는 아이들'      | 내레이션         | 2016.2.28                                 |
| 2016 | 영화 20세기 폭스사 | 여진구 X 팀 버튼: 책 읽어주는 남자                 | 내레이션         | 스페셜 영상                               |
| 2016 | SBS                | 런닝맨                                             | 게스트 출연      | 2016.06.05                                |
| 2016 | On Style           | 진구의 선물                                        | 고정 출연        | 2016.12.10~2016.12.17                     |
| 2018 | tvN                | 현지에서 먹힐까?                                   | 고정 출연        | 2018.03.27~2018.05.15                     |
| 2019 | tvN                | 놀라운 토요일                                      | 게스트 출연      | 19.01.05(왕이 된 남자 홍보)               |
| 2020 | tvN                | 바퀴 달린 집                                       | 고정출연         | 2020.06.11~08.27.                         |
| 2021 | Mnet               | 걸스 플래닛 999                                    | MC               | 2021.8.6 ~ 2021.10.22                     |
| 2022 | MBC                | 전지적 참견 시점                                   | 게스트 출연      | 2022.11.19                                |
| 2024 | tvN                | 유 퀴즈 온 더 블럭                                 | 게스트 출연      | 2024.6.19, 2024.7.10                      |

### 뮤직 비디오
| 연도 | 가수   | 곡명          | 비고 |
| ---- | ------ | ------------- | ---- |
| 2012 | K.will | 니가 필요해   |      |
| 2014 | 백지영 | 여전히 뜨겁게 |      |

### 광고
| 연도      | 브랜드                   | 기업명            | 종류            |
| --------- | ------------------------ | ----------------- | --------------- |
| 2009~2010 | 마루아이                 | (주)다른미래      | 의류            |
| 2010      | 키자니아 -직업체험       | (주)MBC PlayBe    | 캠페인 광고     |
| 2012      | 아딸                     | (주)오투스페이스  | 분식 프랜차이즈 |
| 2012      | 지오다노                 | (주)지오다노      | 의류            |
| 2012      | 초코하임                 | (주)크라운제과    | 과자            |
| 2012      | 서울우유 앙팡우유        | 서울우유협동조합  | 유제품          |
| 2012      | SOL                      | (주)아모스에듀    | 어학학습기      |
| 2013      | 쌤소나이트 [High Sierra] | 쌤소나이트 코리아 | 가방 브랜드     |
| 2014~2015 | 잇츠스킨 It's Skin       | 한불화장품        | 화장품          |
| 2015      | CONVERSE                 | (유)컴버스 코리아 | 슈즈 브랜드     |
| 2016~2017 | 두근두근 푸통푸통 타이완 | 타이완 관광청     | 관광 홍보       |

### 기타
- 2012년 2012 K-Collection in Seoul 패션쇼 무대

### 홍보대사
| 연도 | 내용                                                 |
| ---- | ---------------------------------------------------- |
| 2010 | 키자니아 홍보대사                                    |
| 2010 | 청소년 통일교육 홍보대사                             |
| 2011 | (사)한국청소년한마음연맹 십대 청소년 연예인 홍보대사 |
| 2012 | 중앙아동보호전문기관 아동학대 예방의 날 홍보대사     |
| 2013 | 멈춰 학교폭력 홍보대사                               |
| 2014 | 베트남 영화제 홍보대사                               |
| 2014 | 16회 서울국제청소년영화제 홍보대사                   |
| 2014 | 나눔이음 홍보대사                                    |
| 2016 | 타이완 관광청 홍보대사                               |

## 수상 및 후보
| 연도 | 시상식                                  | 부문                              | 작품                    | 결과 |
| ---- | --------------------------------------- | --------------------------------- | ----------------------- | ---- |
| 2008 | SBS 연기대상                            | 남자 아역상                       | 일지매, 타짜            | 수상 |
| 2010 | KBS 연기대상                            | 남자 청소년연기상                 | 명가                    | 후보 |
| 2012 | 제48회 백상예술대상                     | TV부문 남자 신인연기상            | 해를 품은 달            | 후보 |
| 2012 | 제6회 Mnet 20's Choice                  | Upcoming 20's                     | 빈칸                    | 수상 |
| 2012 | 제4회 피어선영상페스티벌                | 최고아역배우상                    | 해를 품은 달            | 수상 |
| 2012 | 헤럴드ㆍ동아TV 라이프스타일 어워드      | 스타일아이콘 루키                 | 빈칸                    | 수상 |
| 2012 | 제5회 코리아 드라마 어워즈              | 아역배우상                        | 해를 품은 달            | 후보 |
| 2012 | MBC 연기대상                            | 남자 아역상                       | 해를 품은 달, 보고 싶다 | 수상 |
| 2012 | MBC 연기대상                            | 인기상                            | 해를 품은 달            | 후보 |
| 2012 | MBC 연기대상                            | 베스트 커플상 (with 김유정)       | 해를 품은 달            | 후보 |
| 2013 | 제1회 드라마피버 어워즈                 | 신인상                            | 해를 품은 달            | 수상 |
| 2013 | 제6회 스타일 아이콘 어워즈              | 10대 스타일 아이콘상              | 빈칸                    | 수상 |
| 2013 | 제5회 피어선영상페스티벌                | 트렌드초이스상                    | 빈칸                    | 수상 |
| 2013 | 제33회 한국영화평론가협회상             | 신인남우상                        | 화이: 괴물을 삼킨 아이  | 수상 |
| 2013 | 제34회 청룡영화상                       | 신인남우상                        | 화이: 괴물을 삼킨 아이  | 수상 |
| 2013 | 제21회 대한민국 문화연예대상            | 영화부문 남자 신인연기상          | 화이: 괴물을 삼킨 아이  | 수상 |
| 2013 | 제28회 코리아 베스트 드레서 스완 어워즈 | 라이징 스타상                     | 빈칸                    | 수상 |
| 2013 | 한국영화배우협회 스타의 밤              | 대한민국 영화 인기상              | 화이: 괴물을 삼킨 아이  | 수상 |
| 2013 | 씨네21 영화상                           | 올해의 남자신인배우               | 화이: 괴물을 삼킨 아이  | 수상 |
| 2014 | 제9회 맥스무비 최고의 영화상            | 최고의 남자신인배우상             | 화이: 괴물을 삼킨 아이  | 후보 |
| 2014 | 제50회 백상예술대상                     | 영화부문 남자 신인연기상          | 화이: 괴물을 삼킨 아이  | 후보 |
| 2014 | 제5회 올해의 영화상                     | 신인남우상                        | 화이: 괴물을 삼킨 아이  | 수상 |
| 2014 | 제14회 디렉터스 컷 어워드               | 올해의 남자 신인연기자상          | 화이: 괴물을 삼킨 아이  | 수상 |
| 2014 | 제23회 부일영화상                       | 남자 신인연기자상                 | 화이: 괴물을 삼킨 아이  | 후보 |
| 2014 | 제51회 대종상                           | 신인남우상                        | 화이: 괴물을 삼킨 아이  | 후보 |
| 2014 | 제6회 피어선영상페스티벌                | 트렌드초이스상                    | 빈칸                    | 수상 |
| 2015 | 제4회 마리끌레르 영화제                 | 루키상                            | 빈칸                    | 수상 |
| 2015 | 제52회 대종상                           | 신인남우상                        | 내 심장을 쏴라          | 후보 |
| 2015 | KBS 연기대상                            | 남자 신인연기상                   | 오렌지 마말레이드       | 수상 |
| 2015 | KBS 연기대상                            | 인기상                            | 오렌지 마말레이드       | 후보 |
| 2015 | KBS 연기대상                            | 베스트 커플상 (with 설현)         | 오렌지 마말레이드       | 후보 |
| 2016 | SBS 연기대상                            | 장편드라마부문 남자 우수연기상    | 대박                    | 수상 |
| 2016 | SBS 연기대상                            | 베스트 커플상 (with 장근석)       | 대박                    | 후보 |
| 2017 | tvN Movies Awards                       | 가장 기대되는 배우상              | 화이: 괴물을 삼킨 아이  | 수상 |
| 2017 | SBS 연기대상                            | 수목드라마부문 남자 최우수연기상  | 다시 만난 세계          | 후보 |
| 2018 | 제27회 부일영화상                       | 남자 인기스타상                   | 1987                    | 후보 |
| 2018 | 제13회 숨피 어워즈                      | 올해의 배우상 남자부문            | 써클: 이어진 두 세계    | 후보 |
| 2019 | 제55회 백상예술대상                     | TV부문 남자 최우수연기상          | 왕이 된 남자            | 후보 |
| 2019 | 제4회 동아닷컴‘s PICK                   | 잘생기면 다 오빠랬상              | 빈칸                    | 수상 |
| 2019 | SBS 연기대상                            | 중편드라마 부문 남자 최우수연기상 | 절대 그이               | 후보 |
| 2024 | 제29회 소비자의 날 시상식               | 관객이 뽑은 올해의 배우           | 빈칸                    | 수상 |